# Paul Temple
Paul Temple ist ein fiktiver Kriminalschriftsteller und Privatdetektiv in Romanen des britischen Schriftstellers Francis Durbridge (1912–1998). Einige Romane wurden zusammen mit John Thewes, Douglas Rutherford oder Charles Hatton verfasst. Die mit Rutherford verfassten Romane erschienen unter dem gemeinsamen Pseudonym „Paul Temple“, so dass der Protagonist hier sogar selbst als tatsächlicher „Romanverfasser“ in Erscheinung tritt.
Zusammen mit seiner Ehefrau, der Journalistin Louise, die aber vornehmlich unter ihrem Nom de plume Steve Trent auftritt, löst er seine Fälle mit Kreativität und Intelligenz und aus heutiger Sicht relativ wenig „Action“. Zu den Merkmalen der typischen „Whodunit“-Geschichten („Wer war’s?“) zählen geschliffene Dialoge und ein subtiler Humor.

## Filme
Paul Temple wurde in den 1930er-Jahren als Rundfunk-Detektiv „geboren“ und erst später auch für das Medium Film adaptiert, erstmals 1946 in „Send for Paul Temple“. Insgesamt gab es vier Spielfilme um Paul Temple:
- 1946: Der grüne Finger (Send for Paul Temple), mit Anthony Hulme als Temple, Joy Shelton als Steve und Máire O’Neill als Mrs. Neddy.
- 1948: Wer ist Rex? (Calling Paul Temple) (Vorlage: Send for Paul Temple Again), mit John Bentley als Temple und Dinah Sheridan als Steve
- 1950: Jagd auf "Z" (Paul Temple’s Triumph) (Vorlage: News of Paul Temple), mit John Bentley als Temple und Dinah Sheridan als Steve
- 1952: Paul Temple und der Fall Marquis (Paul Temple Returns) (Vorlage: Paul Temple Intervenes), mit John Bentley als Temple und Patricia Dainton als Steve

Durbridge lizenzierte die Figur an die BBC, die ab 1969 aus den Geschichten eine 52-teilige Fernsehserie machte, wovon 39 Folgen, in der ersten internationalen Co-Produktion der Fernsehgeschichte, zusammen mit dem ZDF gedreht wurden. Die Hauptrolle in der Serie spielte der britischen Schauspieler Francis Matthews (bekannt auch als Lieutenant Compton in dem Miss-Marple-Film Mörder ahoi! (Murder Ahoy), 1964). Die Rolle der Steve (in der deutschen Synchronisation häufig: Stiefelchen) spielte Ros Drinkwater. Die deutschen Synchronsprecher waren Gert Günther Hoffmann und Margot Leonard.
Die Titelmusik stammte von Ron Grainer.

## Hörspiele
Von 1938 bis 1968 produzierte die britische BBC 29 Paul Temple-Fälle als Hörspiele, wobei die bekannteste Besetzung wohl die mit Peter Coke als Paul Temple und Marjorie Westbury als Steve ist. Seit 2005 werden einige Hörspiele dieser Reihe durch die BBC wieder ausgestrahlt und auf CD und Kassette veröffentlicht.
Von 1949 bis in die 1960er-Jahre produzierten der NWDR Köln bzw. der WDR deutsche Versionen einiger Hörspiele. Paul Temple wurde hier von René Deltgen (in zwölf Fällen) bzw. Paul Klinger (im letzten Fall, dem Fall Alex) gesprochen. Steve liehen dabei die Schauspielerinnen Annemarie Cordes (in sieben Fällen), Elisabeth Scherer, Margot Leonard, Ursula Langrock und Irmgard Först ihre Stimme. Charlie, Diener der Temples, wurde von Herbert Hennies, Otto Daue und Eric Schildkraut dargestellt. Sir Graham Forbes wurde von Kurt Lieck und einmal von Georg Eilert (Affäre Gregory) gesprochen. Namhafte deutsche Schauspieler traten als weitere Akteure auf, wie Kerstin de Ahna, Gerd Baltus, Frank Barufski, Friedrich W. Bauschulte, Karl Heinz Bender, Pinkas Braun, Karl Brückel, Kaspar Brüninghaus, Heinz von Cleve, Wolfgang Eichberger, Wolfgang Engels, Walter Giller, Arno Görke, Magda Hennings, Ernst Hilbich, P. Walter Jacob, Walter Jokisch, Marianne Kehlau, Paul Klinger, Gustav Knuth, Peter René Körner, Edith Lechtape, Fritz Leo Liertz, Werner Lieven, Jürgen von Manger, Alf Marholm, Kurt Meister, Alwin Joachim Meyer, Lola Müthel, Hermann Pfeiffer, Ursula von Reibnitz, Werner Rundshagen, Alwin Michael Rueffer, Heinz Schacht, Franz Schafheitlin, Heinz Schimmelpfennig, Karl-Maria Schley, Herbert Steinmetz, Lilly Towska, Gisela Trowe, Elke Twiesselmann, Günther Ungeheuer, Wolfgang Wahl, Siegfried Wischnewski und andere. Allein Peter René Körner trat in neun der zwölf Produktionen zwischen 1949 und 1961 in den unterschiedlichsten Rollen auf. Zumeist als zwielichtige Gestalt, entweder als Haupttäter oder eine in die Sache verwickelte Person. Nur einmal im Fall Lawrence spielte er einen Kriminalbeamten (Inspektor Ivor). Margot Leonard, die 1968 die Rolle der Steve Temple im Fall Alex sprach, übernahm anschließend in der gleichnamigen Fernsehserie erneut diese Rolle, diesmal als deutsche Synchronstimme von Ros Drinkwater.
Die Regisseure waren Eduard Hermann in 10 Folgen von 1949 bis 1963, Otto Düben in den letzten beiden Produktionen und Fritz Schröder-Jahn in Paul Temple und die Affäre Gregory (1949), zusammen mit Eduard Hermann. Die Musik zu allen Hörspielen stammt von Hans Jönsson. Für die Übersetzung des englischen Originals zeichnete in den meisten Fällen Marianne de Barde verantwortlich.
Auch der BR (Paul Temple und der Conrad-Fall, Regie: Willy Purucker, mit Karl John und Rosemarie Fendel als Ehepaar Temple, Adolf Ziegler als Sir Graham Forbes und Jürgen Arndt als Diener Charlie, sowie Fritz Straßner, Elinor von Wallerstein, Horst Tappert, Heidi Brühl, Erik Jelde, Wolfgang Büttner, Hans Cossy, Jürgen Goslar, Ernst Ginsberg u. v. a.) sowie der SR (Paul Temple und der Fall in Genf, Regie: Wilm ten Haaf) versuchten sich 1959 und 1966 an Paul Temple-Hörspielen, waren jedoch nicht so erfolgreich wie der Westdeutsche Rundfunk.
Im Jahr 2014 wurde die kommentierte Rekonstruktion der verloren geglaubten Folge Paul Temple und der Fall Gregory von Bastian Pastewka + Komplizen auf der Bühne aufgeführt sowie als Hörspiel auf CD und im Radio veröffentlicht.
Im Jahr 2021/22 ließ der Pidax Film- und Hörspielverlag drei neue Hörspiele von HNYWOOD produzieren: Paul Temple und der Fall Valentine (Achtteiler), Paul Temple und der Fall McRoy (Einteiler) und Paul Temple und der Fall Westfield (Einteiler). Darin sind Matthias Kiel als Paul Temple, Katja Keßler als Steve Temple, Walter von Hauff als Sir Graham Forbes und Klaus Krückemeyer als Diener Charlie zu hören. Die Textbücher wurden dazu von den Originalmanuskripten von Francis Durbridge neu- (Valentine) bzw. erstübersetzt. Regie führte Antonio Fernandes Lopes.
Auch in den Niederlanden wurden durch den Rundfunksender AVRO zwischen 1939 und 1969 zahlreiche Hörspiele über den Londoner Privatdetektiv produziert und ausgestrahlt. Die meisten Produktionen sind jedoch nicht mehr erhalten. Eine Besonderheit besteht in der geänderten Namensgebung für den Titelhelden. So wurde auf Initiative des damaligen AVRO-Direktors Willem Vogt aus Paul Temple Paul Vlaanderen und aus dessen Ehefrau Steve Ina. Das erste Hörspiel wurde im Februar 1939 unter dem Titel Spreek met Vlaanderen en het komt in orde ausgestrahlt. Den Abschluss bildete im Januar 1969 Paul Vlaanderen en het Alex-mysterie.

### Die deutschen Hörspiele
In Produktionsreihenfolge, Wiederveröffentlichungen sind in Klammern angegeben:
| #  | Produktion | Jahr    | Titel                               | Sprecher Paul, Steve, Sir Graham                  | Bemerkungen |
| -- | ---------- | ------- | ----------------------------------- | ------------------------------------------------- | --- |
| 1  | NWDR       | 1949    | Paul Temple und die Affaire Gregory | René Deltgen, Anna Maria Ohst, Georg Eilert       | verschollen, 2014 durch Bastian Pastewka mithilfe wiedergefundener Fragmente und der norwegischen Radiofassung rekonstruiert, als Romanfassung 2022 posthum unter dem Titel Schöne Grüße von Mister Brix erschienen |
| 2  | NWDR       | 1951    | Ein Fall für Paul Temple            | René Deltgen, ?, ?                                | verschollen, 2021/22 neu produziert nach neuer Übersetzung als Paul Temple und der Fall Valentine (siehe unten) |
| 3  | NWDR       | 1951    | Paul Temple und der Fall Curzon     | René Deltgen, Elisabeth Scherer, Kurt Lieck       | auf CD u. MC, ISBN 3-89940-202-2 |
| 4  | NWDR       | 1953    | Paul Temple und der Fall Vandyke    | René Deltgen, Annemarie Cordes, Kurt Lieck        | auf CD u. MC, ISBN 3-89813-316-8 |
| 5  | NWDR       | 1954    | Paul Temple und der Fall Jonathan   | René Deltgen, Annemarie Cordes, Kurt Lieck        | auf CD u. MC, ISBN 3-89813-316-8 |
| 6  | NWDR       | 1955    | Paul Temple und der Fall Madison    | René Deltgen, Ursula Langrock, Kurt Lieck         | auf CD, ISBN 3-89813-328-1 |
| 7  | NWDR       | 1956    | Paul Temple und der Fall Gilbert    | René Deltgen, Annemarie Cordes, Kurt Lieck        | auf CD u. MC, ISBN 3-89584-926-X |
| 8  | NWDR       | 1958    | Paul Temple und der Fall Lawrence   | René Deltgen, Annemarie Cordes, Kurt Lieck        | auf CD u. MC, ISBN 3-89940-498-X |
| 9  | WDR        | 1959    | Paul Temple und der Fall Spencer    | René Deltgen, Annemarie Cordes, Kurt Lieck        | auf CD u. MC, ISBN 3-89813-326-5 |
| 10 | BR         | 1959    | Paul Temple und der Conrad-Fall     | Karl John, Rosemarie Fendel, ?                    | Veröffentlichung unter dem Titel: Paul Temple und der Fall Conrad auf MP3-CD, EAN 4260158195195 |
| 11 | WDR        | 1960    | Paul Temple und der Fall Conrad     | René Deltgen, Annemarie Cordes, Kurt Lieck        | auf CD, ISBN 3-89813-329-X |
| 12 | WDR        | 1962    | Paul Temple und der Fall Margo      | René Deltgen, Annemarie Cordes, Kurt Lieck        | auf CD u. MC, ISBN 3-89813-236-6 |
| 13 | WDR        | 1966    | Paul Temple und der Fall Genf       | René Deltgen, Irmgard Först, —                    | auf CD u. MC, ISBN 3-89940-405-X |
| 14 | SR         | 1966    | Paul Temple und der Fall in Genf    | ?, ?                                              | auf CD u. MC, ISBN 3-89940-405-X |
| 15 | WDR        | 1967    | Paul Temple und der Fall Alex       | Paul Klinger, Margot Leonard, Kurt Lieck          | auf CD u. MC, ISBN 3-89940-436-X |
| 16 | WDR/SWR    | 2014    | Paul Temple und der Fall Gregory    | Bastian Pastewka, Janina Sachau, Kai Magnus Sting | auf CD, ISBN 978-3-8445-1718-7, Neuaufnahme nach Fragmenten des deutschen Originalskripts von 1949 |
| 17 | Pidax      | 2021/22 | Paul Temple und der Fall Valentine  | Matthias Kiel, Katja Keßler, Walter von Hauff     | Erstes von drei neuen Hörspielen, das Pidax ohne Senderauftrag unter Verwendung von Originalmanuskripten von Francis Durbridge produzierte, am 22. April 2022 auf CD erschienen, EAN 4-26069-673061-2, sowie Streaming. Erworben und ausgestrahlt wurden die Hörspiele dann bei Radio Bremen (Bremen 2) sowie in der ARD-Audiothek angeboten. |
| 18 | Pidax      | 2021/22 | Paul Temple und der Fall McRoy      | Matthias Kiel, Katja Keßler, Walter von Hauff     | am 7. Juli 2022 auf CD erschienen, EAN 4-26069-673062-9, sowie Streaming |
| 19 | Pidax      | 2021/22 | Paul Temple und der Fall Westfield  | Matthias Kiel, Katja Keßler, Walter von Hauff     | erscheint am 12. Oktober 2022 auf CD, sowie Streaming |

### Die britischen Hörspiele
(Die Jahreszahlen beziehen sich auf das Erstsendedatum)
- 1938: Send for Paul Temple (Paul Temple: Hugh Morton, Steve: Bernadette Hodgson)
- 1938: Paul Temple and the front page Men (mit Hugh Morton und Bernadette Hodgson)
- 1939: News of Paul Temple (mit Hugh Morton und Bernadette Hodgson)
- 1941: Send for Paul Temple (Neuaufnahme mit Carl Bernard und Thea Holme)
- 1942: Paul Temple Intervenes (mit Carl Bernard und Bernadette Hodgson) (CD: ISBN 0-563-52794-3, MC: ISBN 0-563-52789-7)
- 1944: News of Paul Temple (Neuaufnahme mit Richard Williams und Lucille Lisle)
- 1945: Send for Paul Temple again (mit Barry Morse, ab hier wird Steve von Marjorie Westbury gesprochen)
- 1946: A Case for Paul Temple (mit Howard Marion-Crawford als Paul Temple)
- 1946: Paul Temple and the Gregory Affair (ab hier spielt Kim Peacock Paul Temple)
- 1947: Paul Temple and Steve
- 1947: Mr. and Mrs. Paul Temple
- 1947: Paul Temple and the Sullivan Mystery
- 1948: Paul Temple and the Curzon Case
- 1949: Paul Temple and the Madison Mystery (wurde 1950 auch im British Forces Network ausgestrahlt[8])
- 1949: The Night of the Twenty Seventh (Weihnachtsfolge)
- 1950: Paul Temple and the Vandyke Affair
- 1951: Paul Temple and the Jonathan Mystery
- 1953: Paul Temple and Steve again
- 1954: Paul Temple and the Gilbert Case (ab diesem Zeitpunkt mit Peter Coke als Paul Temple)
- 1955: Paul Temple and the Madison Mystery (Neuaufnahme)
- 1956: Paul Temple and the Lawrence Affair
- 1957: Paul Temple and the Spencer Affair
- 1959: Paul Temple and the Vandyke Affair (Neuaufnahme)
- 1959: Paul Temple and the Conrad Case
- 1959: Paul Temple and the Gilbert Case (Neuaufnahme)
- 1961: Paul Temple and the Margo Mystery
- 1963: Paul Temple and the Jonathan Mystery (Neuaufnahme)
- 1965: Paul Temple and the Geneva Mystery
- 1968: Paul Temple and the Alex Affair
- 2006: Paul Temple and the Sullivan Mystery (Neuaufnahme, Originalaufnahme von 1947 existiert nicht mehr)
- 2008: Paul Temple and the Madison Mystery (Neuaufnahme)
- 2010: Paul Temple and Steve (Neuaufnahme)
- 2011: A Case for Paul Temple (Neuaufnahme)
- 2013: Paul Temple and the Gregory Affair (Neuaufnahme)

### Die niederländischen Hörspiele
- 1939: Spreek met Vlaanderen en het komt in orde
- 1939: Paul Vlaanderen en de mannen van de frontpagina
- 1940: Paul Vlaanderen en het Z4-mysterie
- 1946: Paul Vlaanderen en het Rex-mysterie
- 1946: Haal Paul Vlaanderen er weer bij
- 1947: Paul Vlaanderen contra de markies
- 1947: Paul Vlaanderen wordt onthaald
- 1947: Paul Vlaanderen en het Gregory-mysterie
- 1948: Paul Vlaanderen en Ina
- 1949: Paul Vlaanderen grijpt in
- 1949: Paul Vlaanderen en het Sullivan-mysterie
- 1950: Paul Vlaanderen en het Carson-mysterie
- 1951: Paul Vlaanderen en het Madison-mysterie
- 1951: Paul Vlaanderen en het Van Dyke-mysterie
- 1953: Paul Vlaanderen en het Jonathan-mysterie
- 1954: Paul Vlaanderen en het Gilbert-mysterie
- 1956: Paul Vlaanderen en het Lawrence-mysterie (Nur Teil 7 ist noch erhalten)
- 1958: Paul Vlaanderen en het Spencer-mysterie
- 1959: Paul en Ina Vlaanderen Incognito
- 1959: Paul Vlaanderen en het Conrad-mysterie (Vollständig erhalten geblieben)
- 1962: Paul Vlaanderen en het Margo-mysterie (Vollständig erhalten geblieben)
- 1966: Paul Vlaanderen en het Milbourne-mysterie (Vollständig erhalten geblieben)
- 1969: Paul Vlaanderen en het Alex-mysterie (Vollständig erhalten geblieben)
- 1998: Paul Vlaanderen en het media-mysterie (Kein Original-Durbridge-Werk)
- 2011: Paul Vlaanderen en het mysterie van de verzonnen dood (Für den Hörfunk adaptiertes Theaterstück, welches nicht auf einer Durbridge-Vorlage basiert)

## Comics
In diversen Ausgaben des Luna Kriminal Roman des Walter Lehning Verlag wurden Temples Abenteuer in Comicform abgedruckt.
Mit den Nummern #705 und #709 wurden Temple zwei Hefte der Comic-Reihe Bildschirm Detektiv des Aachener Bildschriftenverlages gewidmet. Die Hefte zählen heute zu gesuchten Exemplaren auf dem Sammlermarkt.
Drei der Comics sind 2020 erneut bei Pidax erschienen. ISBN 978-3-948724-06-1

## Romane (chronologisch)
Durbridge-Biograph Georg Pagitz teilt die Temple-Romane in verschiedene Phasen ein. Je nach Zählweise kommt man auf 13, 17 oder 19 Temple-Romane, je nachdem, ob man die auf einem Temple-Hörspiel beruhenden Romane, in denen die Temples nicht mehr vorkommen, aber die gleiche Handlung mit anderen Figuren erzählt wird, mitzählt oder nicht.
| #  | Jahr | Originaltitel                        | Deutsche(r) Titel                                                                                              | Bemerkungen |
| -- | ---- | ------------------------------------ | --- | --- |
| 1  | 1938 | Send for Paul Temple                 | Paul Temple und der Fall Max Lorraine                                                                          | 2021 erstmals auf Deutsch erschienen ISBN 978-3-948724-12-2 |
| 2  | 1939 | Paul Temple and the Front Page Men   | Paul Temple und die Schlagzeilenmänner                                                                         | 2025 in einer ungekürzten und neu übersetzten Fassung erschienen Goldmann Verlag, München (1969), ungekürzte Neuübersetzung von Williams & Whiting, Hurstpierpoint (2025)                                                                                            |
| 3  | 1940 | News of Paul Temple                  | Paul Temple und der Fall Z                                                                                     | ISBN 978-3-7466-2284-2 |
| 4  | 1944 | Paul Temple Intervenes               | Paul Temple und die Marquis-Morde                                                                              | (Williams & Whiting, 2022), ISBN 978-1-915887-07-8 |
| 5  | 1948 | Send for Paul Temple Again           | Paul Temple jagt „Rex“                                                                                         | |
| -  | 1951 | Beware of Johnny Washington          | Vorsicht vor Johnny Washington!                                                                                | Überarbeitetes Remake von Paul Temple und der Fall Max Lorraine mit anderen Figurennamen und Orten ohne Paul Temple |
| -  | 1951 | Design for Murder                    | Mr. Rossiter empfiehlt sich                                                                                    | basiert auf dem Paul-Temple-Fall Paul Temple and the Gregory Affair, kommt jedoch ohne die Temples aus |
| -  | 1961 | Kind Regards from Mr Brix            | Schöne Grüße von Mr. Brix                                                                                      | speziell für den deutschen Sprachraum 1961 überarbeitete Fassung mit neuen Figurennamen ohne die Temples Williams & Whiting, ISBN 978-1-912582-76-1 (sehr originalgetreu nach dem Fall Paul Temple und die Affaire Gregory, allerdings Umbenennung der Hauptfiguren) |
| 6  | 1957 | The Tyler Mystery                    | Vier mussten sterben                                                                                           | Paul-Temple-Roman, basiert auf keinem Hörspiel |
| 7  | 1959 | East of Algiers                      | Die Brille | Paul-Temple-Roman, basiert auf dem Hörspiel Paul Temple and the Sullivan Mystery |
| -  | 1965 | Antoher Woman's Shoes                | Die Schuhe | Basiert auf einem Paul-Temple-Hörspiel, kommt aber ohne die Temples aus, Weiss-Verlag, Berlin (1967) |
| -  | 1967 | Dead to the World                    | Der Siegelring                                                                                                 | basiert auf einem Paul-Temple-Hörspiel, kommt aber ohne die Temples aus und hat als Protagonisten die drei Titelfiguren aus The Desperate People |
| 8  | 1970 | Paul Temple and the Harkdale Robbery | Paul Temple - Banküberfall in Harkdale                                                                         | basiert auf einem unverfilmten Drehbuch zur Paul-Temple-TV-Serie Goldmann Verlag, München (1970) |
| 9  | 1970 | Paul Temple and the Kelby Affair     | Paul Temple - Der Fall Kelby                                                                                   | basiert auf einem unverfilmten Drehbuch zur Paul-Temple-TV-Serie Goldmann Verlag, München (1971) |
| 10 | 1971 | The Geneva Mystery                   | Zu jung zum Sterben (alte, gekürzte Übersetzung) Paul Temple und das Genfer Rätsel (ungekürzte Neuübersetzung) | |
| 11 | 1971 | The Curzon Case                      | Keiner kennt Curzon (alte, gekürzte Übersetzung) Paul Temple und der Curzon-Fall (ungekürzte Neuübersetzung)   | |
| 12 | 1986 | Paul Temple and the Margo Mystery    | Der Hehler / Paul Temple und der Fall Margo                                                                    | ISBN 978-3-7466-2236-1 |
| 13 | 1988 | Paul Temple and the Madison Case     | Paul Temple und der Fall Madison                                                                               | |

## Kurzgeschichten
20 Kurzgeschichten erscheinen 2018 als Sammelband unter dem Titel Paul Temple: Die verschollenen Fälle (Paul Temple: Die verschollenen Fälle (Pidax, 2018) ISBN 978-3-95988-109-8). Es handelt sich dabei um folgende Kurzgeschichten:
| #  | Jahr | Originaltitel                               | Deutsche(r) Titel                            | Bemerkungen                                                    |
| -- | ---- | ------------------------------------------- | -------------------------------------------- | -------------------------------------------------------------- |
| 1  | 1946 | Paul Temple's White Christmas               | Paul Temples weiße Weihnacht                 |                                                                |
| 2  | 1946 | A Present for Paul                          | Ein Geschenk für Paul                        |                                                                |
| 3  | 1947 | Paul Temple and the Elusive Mr. Wade        | Paul Temple und der flüchtige Mr. Wade       |                                                                |
| 4  | 1947 | Paul Temple and the Elstree Affair          | Paul Temple und die Affäre Elstree           |                                                                |
| 5  | 1947 | Paul Temple and ‘The Colonel’               | Paul Temple und ‘Der Oberst‘                 |                                                                |
| 6  | 1947 | Paul Temple and the Granville Sisters       | Paul Temple und die Granville-Schwestern     |                                                                |
| 7  | 1947 | Paul Temple and the Crawford Case           | Paul Temple und der Fall Crawford            |                                                                |
| 8  | 1947 | Paul Temple Meets an Old Friend             | Paul Temple trifft einen alten Freund        |                                                                |
| 9  | 1947 | Paul Temple and the Eccentric Millionairess | Paul Temple und die exzentrische Millionärin |                                                                |
| 10 | 1947 | Paul Temple and the Girl in Grey            | Paul Temple und das Mädchen in Grau          |                                                                |
| 11 | 1947 | Paul Temple and the Garage Mystery          | Paul Temple und das Geheimnis der Garage     |                                                                |
| 12 | 1947 | Paul Temple and the Blonde Cashier          | Paul Temple und die blonde Kassiererin       |                                                                |
| 13 | 1947 | Paul Temple and the Car Robberies           | Paul Temple und die Autodiebstähle           |                                                                |
| 14 | 1947 | Paul Temple and the Dark Stranger           | Paul Temple und der dunkelhäutige Fremde     |                                                                |
| 15 | 1950 | Light-Fingers                               | Paul Temple und der Langfinger               |                                                                |
| 16 | 1951 | A Present from Paul Temple                  | Ein Geschenk von Paul Temple                 |                                                                |
| 17 | 1952 | The Ventriloquist's Doll                    | Paul Temple und die Puppe des Bauchredners   |                                                                |
| 18 | 1952 | Paul Temple and the Nightingale             | Paul Temple und die Nachtigall               |                                                                |
| 19 | 1972 | Coffee Break                                | Tödliche Kaffeepause                         | Remake von Paul Temple and the Elstree Affair ohne Paul Temple |

Einige der Kurzgeschichten erschienen zuvor auch schon als DVD-Booklets:
- Paul Temple und die Puppe des Bauchredners (von Francis Durbridge, erstmals erschienen im Booklet zur DVD Paul Temple – Jagd auf „Z“ (Pidax media))
- Ein Geschenk von Paul Temple (von Francis Durbridge, erstmals erschienen im Booklet zur DVD Paul Temple und der Fall Marquis (Pidax media))
- Paul Temple und die Nachtigall (von Francis Durbridge, erstmals erschienen im Booklet zur DVD Paul Temple – Der grüne Finger (Pidax media))
- Paul Temple und der Langfinger (von Francis Durbridge, erstmals erschienen im Booklet zur DVD Paul Temple – Wer ist Rex? (Pidax media))
- Ein Geschenk für Paul (von Francis Durbridge, erstmals erschienen im Booklet zur DVD Der elegante Dreh (Pidax media, April 2017))

## Hörbücher/Filmhörspiel
- Paul Temple und die Schlagzeilenmänner (ungekürzte Lesung), Pidax, 2019, EAN 4260497423843
- Paul Temple und der Fall Tyler (ungekürzte Lesung), Pidax, 2020, EAN 4260497427391
- Paul Temple und der Fall Foster (ungekürzte Lesung), Pidax, 2020, EAN 4260497427384
- Paul Temple und der Harkdale-Raub (ungekürzte Lesung), Pidax, 2021, EAN 4260696730582
- Paul Temple und der Fall Kelby (ungekürzte Lesung), Pidax, 2021, EAN 4260696730599
- Paul Temple – Die verschollenen Fälle (ungekürzte Lesung), Pidax, 2021, EAN 4260696730605
- Paul Temple und der Fall Max Lorraine (ungekürzte Lesung), Pidax, 2022, EAN 4260696730858
- Filmhörspiel: Paul Temple – Der grüne Finger (deutsche Tonspur des Films von 1946 mit einem Erzähler), Pidax, 2022, EAN 4260696733491